# ماتشکوو
ماتشکوو (به چکی: Mačkov) یک منطقهٔ مسکونی در جمهوری چک است که در ناحیه ستراکونیتسه واقع شده‌است. ماتشکوو ۵٫۰۷ کیلومتر مربع مساحت و ۲۸۸ نفر جمعیت دارد و ۴۵۴ متر بالاتر از سطح دریا واقع شده‌است.